# El grado cero de la escritura
El grado cero de la escritura (Le degré zéro de l’ecriture) es el primer ensayo importante del teórico y crítico literario francés Roland Barthes. Aunque fue publicado en 1953 en la colección “Pierres Vives” de la editorial parisina Seuil, algunos de los apartados ya se habían publicado como artículos en la revista Combat desde 1947. Se trata de un ensayo sobre la historia de la literatura francesa en donde, a diferencia del común de las historias literarias, Barthes no hace una revisión de autores, corrientes u obras sino que estudia los orígenes y las transformaciones del concepto de escritura literaria misma y su relación con distintos periodos históricos de Francia. 

## Contexto
Por diversas circunstancias, Roland Barthes mantuvo en sus inicios intelectuales una posición sumamente distinta a la de la crítica literaria académica de Francia. Por un lado, la tuberculosis interrumpió y lo obligó a postergar sus estudios universitarios, por el otro, la falta de un Doctorat d’État, una “masiva tesis rara vez terminada en menos de diez años” pero que era un requisito necesario para progresar como profesor, lo arrojaron a los márgenes de un ambiente académico dominado por los profesores de La Sorbona con prácticas de inclusión y autoridad sumamente rígidas en ese entonces. 
Además de esto, las propias convicciones de Barthes, desde textos tempranos como El grado cero de la escritura, se contraponían radicalmente a las nociones críticas de estos académicos de corte  positivista. A la postre esto derivaría en una abierta polémica entre Barthes y Raymond Picard, que, en un texto de 1965 llamado Nouvelle critique ou nouvelle imposture atacaba los presupuestos de la llamada “nueva crítica”, con especial énfasis en Barthes y al que este respondería en Crítica y verdad (1966). Picard, en un principio, criticó los análisis que Barthes había hecho de Racine en su libro Sur Racine (1963) a partir de nociones freudianas del inconsciente, pero pronto la discusión derivó en implicaciones teóricas y críticas más amplias, así como en una disputa sobre quién puede ostentar la autoridad interpretativa de un texto literario. 
La postura de Picard se puede resumir en la siguiente declaración: “Basándose en particular en las certezas del lenguaje, la coherencia psicológica y los requerimientos estructurales del género, el investigador paciente y modesto logra establecer hechos indiscutibles que en alguna medida determinan zonas de objetividad (es desde éstas que puede –con sumo cuidado– aventurar interpretaciones)”. Barthes, en cambio, responde con el argumento de que “lo que Picard considera fundamentos (las certezas del lenguaje, las implicaciones de la coherencia psicológica y las exigencias estructurales del género) son de por sí interpretaciones fundadas en una ideología que los académicos quieren presentar como la razón misma. Barthes sostiene que la cuestión principal es la resistencia de la crítica académica a aceptar la naturaleza simbólica del lenguaje, particularmente la ambigüedad y la connotación”.
Estas nociones de Barthes, como se explicará más abajo, aparecen de lleno ya en El grado cero de la escritura, en donde se parte del supuesto de que la escritura literaria “siempre parece simbólica” y en donde, por lo mismo, no puede existir una escritura que sea del todo “clara” o que no cargue consigo ataduras históricas o ideológicas de algún tipo identificables por el crítico. De esta forma, se puede ver que las discrepancias entre Barthes y Picard, entre vieja y nueva crítica, iban mucho más allá de grados universitarios o de Racine ya que, en el fondo, lo que se discutían eran formas de entender el lenguaje, la escritura y la noción de literatura misma. 
En una declaración donde recuerda estos momentos, Barthes dijo lo siguiente: “Hubo una época en Francia en que la teoría era necesaria. Todas las investigaciones en ciencias sociales y en literatura estaban sumidas en una especie de empirismo y de impresionismo. Y había que reaccionar contra ese impresionismo militando por un discurso teórico. Pero una vez realizado ese discurso teórico, de nuevo ha sido necesario actuar contra él y abrirse sobre una práctica que dialectice a la vez teoría y escritura.[...] Más tarde de nuevo se hará teoría. Es necesario aceptar este va y ven".

## Primera Parte: ¿Qué es la escritura?
La primera parte del ensayo la dedica Barthes a establecer los conceptos teóricos que después utilizará para clasificar la historia de la escritura literaria en Francia. De este modo, partirá primero de una definición propia de escritura para luego poder explicar cómo es que esta se va construyendo y transformando de acuerdo a distintos momentos históricos y de acuerdo también a sus propias convenciones. 

### Definición de escritura
Para Barthes, existen tres realidades formales de las que dispone el escritor para su expresión: la lengua, el estilo y la escritura. La lengua es un horizonte compartido por todos los hablantes, es el límite de lo que se puede decir, es un objeto social por definición, no por elección; por lo tanto, no es un lugar de compromiso para el escritor, sino una naturaleza. El estilo es la expresión de su mitología personal, la historia de su pasado; su origen es más bien biológico, ya que nace y se desarrolla junto con él; sin embargo, dado su origen, no se trata de una elección sino de una naturaleza, como la lengua. Barthes plantea que el verdadero lugar de elección y compromiso es la escritura: a diferencia de la lengua y el estilo, la escritura no es naturaleza sino función: une a la creación con la sociedad y se adhiere a las grandes crisis de la historia. Ya que no es naturaleza, su configuración es de índole simbólica: encierra al discurso en un signo total que expresará una postura frente a la realidad. Para resaltar esta característica de la escritura, Barthes la opone a la palabra (la lengua); así, se ve que la primera, al ser simbólica, encierra una intención que está más allá del lenguaje; ya que se configura como un signo total, su significado es dado en su unidad y no en la sucesión de sus signos. La palabra, por otro lado, cobra su significado en la sucesión, en su movimiento de signos vacíos, y su intención es solamente comunicar. La escritura nace de la reflexión del escritor sobre el uso social de la forma y será, por lo mismo, un modo de pensar y entender la literatura.

### Escrituras e Historia
El escritor no tiene un cúmulo abstracto de escrituras de donde pueda escoger una a cada momento: la historia y la tradición lo empujan a hacer una elección. En tanto que elección, se trata de una libertad. Pero esta elección y esta libertad del escritor se desvanecen en su duración, ya que el eco de escrituras pasadas e incluso del pasado de su propia escritura comienzan a hacer resonancia. No obstante, el momento de la elección, en tanto gesto significativo y toma de posición, es un punto significativo en la historia “ya que la Historia es siempre y ante todo una elección y los límites de esa elección”, dice Barthes. De esta forma, se traza la relación entre la escritura y la historia, y se ve cómo la primera nace de las circunstancias de la segunda. 
Las escrituras políticas son un ejemplo: en ellas, afirma Barthes, “la escritura está […] encargada de unir con un solo trazo la realidad de los actos y la idealidad de los fines”. Se trata de escrituras de definición, es decir, que valoran qué es el bien y el mal y juzgan de acuerdo a su posición. Las escrituras del poder y las escrituras de combate funcionan igual. Así, tanto la escritura clásica francesa, como las escrituras marxistas, leninistas o la del comunismo francés tienen una estructuración similar. Las llamadas escrituras intelectuales, las de los militantes políticos, representan más que la posición del escritor (o mejor dicho “escribiente”) a toda una colectividad. Estas escrituras nacen también como un compromiso social, pero la autonomía de su forma es más grande en tanto que reciben una firma que borra la historia de la conversión del escribiente a ese compromiso y representa a la colectividad.

Una vez definido su concepto de escritura y después de plantear que la elección de un tipo de escritura entre varias posibles está siempre en relación con una elección ideológica o con una coyuntura histórica particular, Barthes se adentra ya propiamente en la escritura literaria en sí. 
Si, como vimos, la escritura literaria no puede ser reducida a la lengua en la cual se escribe, ni tampoco puede ser simplificada a la noción individual de estilo, entonces la escritura literaria debe de tener y construir sus propias características, sus “marcas”. Como dice Barthes, “ésta [la literatura] también debe señalar algo distinto de su contenido y de su forma individual, y que es su propio cerco, aquello por lo que se impone como Literatura”. Estas “marcas” que, según Barthes, sirven para designar e identificar a ciertos textos como literarios las llama “convención-tipo”. Las convenciones de la literatura se construyeron históricamente con el desarrollo de la escritura literaria y se fueron consolidando al irse repitiendo y renovando. Es decir que no existe algo que sea “naturalmente” literatura sino que esta es una institución que se va construyendo poco a poco a lo largo de la historia. 
El concepto teórico de convención es sumamente importante para entender la periodización de la escritura francesa que propone el autor en la segunda parte de su ensayo pues justamente son las convenciones las que se repiten, refuerzan, niegan o rompen de acuerdo a distintos momentos de la historia francesa. 
Los ejemplos que Barthes propone los toma del género de la novela. Por un lado, menciona el caso del pretérito indefinido. Este tiempo verbal, virtualmente excluido del francés hablado, es, no obstante esto, el tiempo favorito de la novelística (sobre todo la de antes del siglo XX). Si en un principio se utilizó este tiempo como una forma de presentar hechos acabados, en el pasado, pronto pasó a significar algo más: el hecho mismo de que el texto que se leía se trataba de una novela. De esta manera, Barthes sugiere que “el pretérito indefinido significa una creación: es decir que la señala y la impone”. La paradoja está en que este tiempo a la vez que construye hechos posibles (sobre todo en la novela realista) los designa como parte de una ficción .
El otro ejemplo es el del narrador omnisciente o en tercera persona, que también presenta los hechos narrados como parte de una creación literaria de ficción. Originalmente, nos dice Barthes, narrar los hechos de esta forma, propia de la escritura clásica (véase más abajo 3.1.), se correspondía con una ideología burguesa para la cual el mundo era algo coherente, donde todo podía ser ordenado y cohesionado por una voz narrativa dominante. Pronto, sin embargo, el uso de este tipo de narrador se convirtió en una convención de la novela por lo que se repite la misma paradoja que en el ejemplo anterior: lo posible y coherente señalado a su vez como ficticio. En palabras de Barthes, “la tercera persona, como el pretérito indefinido, cumplen con esa función y dan al consumidor la seguridad de una fabulación creíble y, sin embargo, manifestada incesantemente como falsa”. Si bien es cierto que la novela ha experimentado y trabajado desde hace mucho con tiempos y voces narrativas diversas, esto solo puede ser comprendido a la luz de las convenciones a las cuales están desafiando (los ejemplos de Barthes) y terminan por convertirse, a su vez, en nuevas convenciones de la institución literaria con una postura particular frente al mundo. 
Asimismo, Barthes revisa rápidamente la transformación de la escritura poética para alumbrar el cambio en este género particular de escritura literaria. La poesía podría ser dividida en dos. Por un lado, una poesía clásica en la que lo poético se entiende convencionalmente como ornamento de una lengua clara y sin ambigüedad (ver más abajo 3.1.) y, por el otro, una poesía moderna en donde se rompe con esta concepción y se empieza a entender al lenguaje poético como un lenguaje del todo diferente al común y en donde se privilegia la naturaleza simbólica y evocativa del lenguaje (ver más abajo 3.3.). De esta manera se concluye la primera parte de su ensayo para pasar, ahora sí, a la revisión de los distintos periodos de escritura literaria en Francia.

## Segunda Parte: Escrituras en la historia francesa
En la segunda parte del ensayo, Barthes propone una historia de la escritura literaria en Francia dividida en cuatro grandes periodos: escritura clásica (3.1.), escritura artesanal (3.2.), la poesía de Mallarmé (3.3.) y el grado cero de la escritura (3.4.). 

### Clásicos y románticos
Antes de la formación de la escritura clásica, en el siglo XVII, Barthes menciona que no se puede hablar de escrituras en Francia. La lengua francesa estaba aún en un periodo de consolidación, en tanto a su sintaxis y su vocabulario; los lenguajes literarios estaban en búsqueda de conocer la naturaleza en su extensión y no una esencia humana. “En efecto, mientras la lengua duda de su estructura misma, toda moral del lenguaje es imposible”.
La escritura clásica nace en el siglo XVII con la pre-burguesía, un grupo cercano al poder. La consolidación del carácter universal de esta escritura llega en 1660 con la gramática de Port-Royal, que le da un valor a la claridad del lenguaje. Esta escritura clásica se forma a partir de la confluencia de tres elementos: el dogmatismo del espíritu (búsqueda de una esencia universal del hombre), la autoridad política y la unidad del lenguaje clásico (la claridad como imposición). Esta pre-burguesía forjó el comienzo de una búsqueda de la esencia humana universal a partir de la escritura; tras la Revolución Francesa, la escritura se conservó intacta y con el mismo proyecto, ya que quienes ostentaban el poder intelectual fueron los mismos que pasaron a tomar el poder político también. Posteriormente, el Romanticismo heredó la principal característica de la escritura clásica: la instrumentalidad, por lo que prolongó a aquella en el tiempo. De esta forma, la ideología burguesa hizo uso de una escritura particular, que duró hasta 1848. 
Barthes señala que la problemática del lenguaje durante el periodo de la escritura clásica se limitaba a la retórica (ya que la escritura clásica era ante todo instrumental, la forma al servicio del fondo, y ornamental, decoración exterior con elementos de la tradición), es decir al orden del discurso con fines persuasivos, y no al sentido de las escrituras. La proliferación de retóricas acompaña a la escritura clásica, y la caída de estas es síntoma del surgimiento de una pluralidad de escrituras que acompañan el desgarramiento de la ideología burguesa.

### Artesanado del estilo
Tras la Revolución de 1848, muchos de los paradigmas ideológicos de la burguesía francesa entran en crisis. Según Barthes, “hacia 1850 comienza a planteársele a la Literatura un problema de justificación”. Escritores como Flaubert, Valéry, Gautier e incluso Gide, entonces, comienzan a trabajar arduamente la forma y el lenguaje y, así, se empieza a valorar la literatura por el trabajo artesanal que cuesta hacerla. De ahí que estos sean los escritores que terminan por consolidar y convertir en convenciones fijas de “lo literario” aquellos signos (como el narrador omnisciente y el pretérito indefinido) para que, a partir de este momento, “actúen a modo de signos de la Literatura” como ya se había mencionado en la primera parte (Véase 2.3.). Estos escritores, entonces, pasan “a transformar la escritura dada por la Historia en un arte, es decir en una convención clara, en un pacto sincero que permita al hombre ocupar una situación familiar en una naturaleza todavía confusa”.
Esta tipo de escritura continúa a través de la narrativa naturalista de Maupassant, Zola y Daudet e incluso a la del realismo socialista. En este tipo de narrativa, las convenciones literarias establecidas por los escritores se mantienen firmemente mientras se agregan formas populares de utilizar el lenguaje como las groserías, los errores gramaticales o de pronunciación y demás. Para Barthes, “este lenguaje, saturado de convención, sólo entrega lo real entrecomillado: se emplean palabras populares, giros relajados en medio de una sintaxis puramente literaria”. De esta manera, estos escritores llevan a cabo la misma función que sus antecesores, la de “entregar una Literatura que se vea desde lejos”, es decir, una escritura literaria que repite y consolida convenciones históricas de “lo literario”, que al mismo tiempo que trata de representar hechos posibles los señala como parte de una escritura artística y, en este caso, de ficción.

### Mallarmé y la muerte de la escritura
Si bien la escritura artesanal no crea un nuevo lenguaje literario, sino que afirma las convenciones ya establecidas, hay otro tipo de escritura que pone en crisis el lenguaje y la forma literaria, y del que Mallarmé es representante. Barthes hace un recorrido de la poesía, desde la clásica hasta Mallarmé y la poesía moderna. La escritura clásica produjo una poesía ornamental y meramente retórica, en la que sus elementos formaban parte de un tipo de discurso persuasivo; el discurso no perdía claridad, ya que la concepción de naturaleza que se tenía era una totalmente aprehendida y que con la poesía se expresaba. La poesía moderna pone en crisis la noción de naturaleza y hace estallar el lenguaje; el proyecto de la palabra es aquí vertical, ya que su significación es total: abarca todas las acepciones de la palabra, tanto pasadas como futuras, su significación es enciclopédica. Al abolir las relaciones que en la poesía clásica conducen a transmitir una intención fuera del lenguaje, la poesía moderna hace significar cada palabra, invierte, incluso, las relaciones del pensamiento y el lenguaje: ahora este no es medio de transmisión sino que es fin de significación: el pensamiento surge con el lenguaje. Ya que la palabra adquiere una significación total, niega su pasado, es decir, su significación inmediata, y la forma se silencia; de esta forma, el escritor, creando un nuevo lenguaje, trata de aislar de la historia su discurso y negar la literatura (como institución). La palabra, al negar los procedimientos típicos del escritor, se acerca a la soledad e introduce el silencio: el lenguaje literario canta su propia muerte en un acto suicida. Mallarmé representa estas características de la poesía moderna.

### El grado cero de la escritura
Término que toma Barthes de la lingüística, el grado cero designa al tercer elemento que no se integra dentro de una polaridad, se trata de un elemento neutro. Barthes pone como ejemplo que, “entre el modo subjuntivo y el imperativo, el indicativo aparece como una forma no modal”. Esta escritura trata de liberarse del orden marcado del lenguaje. Es una escritura “periodística”, indicativa, es decir, amodal. Trata de alejarse de la literatura, por lo que toma una lengua básica ajena al lenguaje literario. “Esa palabra transparente, inaugurada por El extranjero de Albert Camus, realiza un estilo de la ausencia que es casi una ausencia ideal de estilo” . Una forma así, ausente, transparente, refleja mejor el pensamiento del escritor en toda su responsabilidad; de esta forma, la escritura neutra conserva la característica de instrumentalidad del arte clásico, solo que ahora ya no sirve a una ideología triunfante, ya que vacía la forma (que es la portadora de historia e ideología). El escritor, al presentarse con una escritura neutra, blanca o de grado cero, trata de posicionarse como un hombre honesto, ya que niega las formas establecidas que conservan una carga ideológica que está por encima de las intenciones propias del escritor. Sin embargo, como toda escritura revolucionaria, termina por integrarse al sistema de las bellas letras; la sociedad hace prisionero al escritor dentro de la literatura, que es lo que intentaba negar.

## Comentarios al texto
Al tratar de ordenar su propia obra, Barthes proponía una clasificación donde los textos se reunieran de acuerdo al autor o la corriente con la que estuviera dialogando en cada momento de su vida. De esta forma, Barthes colocó El grado cero de la escritura junto con los textos que dialogaban con la obra del filósofo francés Jean-Paul Sartre. Éric Marty explica el sentido de esta relación en el siguiente comentario:
Si El grado cero de la escritura puede ser a juicio del propio Barthes atribuible al espacio sartreano, es en razón de la noción de responsabilidad que es central en él. [...]. El "grado cero" es la fórmula que permite repensar compromiso y responsabilidad de otro modo, no en una dialéctica de la totalización como en Sartre sino, al contrario, en la dialéctica completamente abierta de una utopía ofrecida a la literatura. [...]. Desvincular responsabilidad y compromiso es evitar que la desmitificación de la Literatura haga caer a esta en un mito tan vez más pesado y solapado: el del progresismo.
En otro momento de la conversación con Hilia Moreira antes citada (véase más arriba 1.), Barthes hace un comentario autocrítico de su forma de pensar y escribir en el año 53:
El que escribió El grado cero [de la escritura] era un sujeto que se planteaba como desmitificador y como analista y que, en consecuencia, se guarecía tras de un lenguaje que él mismo no cuestionaba. Más tarde, y gradualmente, ayudado por todo el trabajo intelectual que se hacía a mi alrededor, comprendí que había una especie de mala fe en sostener un discurso científico que no se interrogaba a sí mismo.

En esta misma vena crítica, Jonathan Culler, uno de los más importantes revisionistas de Roland Barthes y del Estructuralismo francés en general hace los siguientes comentarios:
Este primer libro de Barthes [...] es una obra de crítica bastante extraña. Solo menciona unas cuantas obras literarias y apenas contiene ejemplos [...]. En un artículo sobre historia de la literatura, que forma parte de Sur Racine, Barthes critica a los historiadores de la literatura el que usen un método histórico pero olvida la naturaleza histórica de su objeto de estudio. Aquí parece haber justamente el problema contrario: Barthes subraya el carácter histórico de su objeto -la escritura, o la función de la literatura-, pero le falta un método histórico. La idea de una écriture classique es apenas esbozada, y el lector debe encontrar ejemplos por sí mismo. Ni siquiera es una réplica a Sartre (el libro de Sartre no es mencionado en ninguna parte del texto). Más bien parece estar experimentando con la concepción sartreana de la literatura, modificándola para producir una nueva concepción de la historia de la literatura y de la escritura desde Flaubert.
En un ensayo escrito tras la muerte de Roland Barthes, Jacques Derrida recordaría este primer ensayo de Barthes para hacer un comentario general de su forma de creación intelectual: 
De la novela a la fotografía, del Degré zéro de l’écriture a La chaimbre claire un determinado pensamiento de la muerte moviliza todo, lo ha desplazado más bien una especie de travesía hacia el más allá de cualquier sistema cerrado, de cualquier saber, de cualquier novedad científica que siempre despertó en él al Aufklärer [explorador] y al descubridor aunque sólo fuera por un momento, el momento de una reflexión, de una contribución que se convertirá en indispensable, para alejarse acto seguido, explicándolo con una modestia calculada, con una educación que hacía gala de una exigencia rigurosa y una ética insobornable como si fuera una fatalidad idiosincrásica asumida ingenuamente.